# So che mi ucciderai (romanzo)
So che mi ucciderai (Sudden Fear) è un romanzo noir del 1948, il primo scritto da Edna Sherry. Nel 1952 ne fu tratto il film So che mi ucciderai di David Miller che ricevette due nomination al premio Oscar.
È il numero 323 della serie I Classici del Giallo Mondadori.

## Trama
La ricca ereditiera di San Francisco Myra Hudson, commediografa di successo, conosce a Broadway l'attore Lester Blayne di cui si innamora e che sposa. Un giorno d'estate, nella sua villetta al mare, incontra Irma Neves mentre rischia di affogare nell'oceano. Colpita dalla bellezza della ragazza decide di presentarla all'alta società. Una sera Lester e Irma, al ritorno da una serata mondana, nello studio di Myra parlano di pianificare l'omicidio della donna non accorgendosi che il dittafono di Myra era rimasto inavvertitamente acceso. Nella registrazione Myra scoprirà così che il marito l'ha sposata solo per interesse. Lester apprende invece delle volontà testamentarie della moglie, e cioè che se alla morte di Myra lui si risposasse non avrebbe alcuna eredità. 

## Edizioni
- Edna Sherry, So che mi ucciderai, 1ª ed., Milano, Il Giallo Mondadori, 9 novembre 1957,  p. 146.